# Vedrovice
Vedrovice (en allemand : Wedrowitz) est une commune du district de Znojmo, dans la région de Moravie-du-Sud, en Tchéquie. Sa population s'élevait à 850 habitants en 2020.

## Géographie
Vedrovice se trouve à 6 km au sud-est de Moravský Krumlov, à 30 km au nord-est de Znojmo, à 26 km au sud-ouest de Brno et à 183 km au sud-est de Prague.
La commune est limitée par Moravský Krumlov à l'ouest et au nord, par Jezeřany-Maršovice à l'est, et par Kubšice et Olbramovice au sud.

## Histoire
La première mention écrite de la localité date de 1369.